# Advantech
Advantech ist ein in der Republik China (Taiwan) ansässiges Unternehmen, das auf die Herstellung von Leiterplatten und Industriecomputer spezialisiert ist.

## Geschichte
Advantech Co., Ltd. wurde 1981 gegründet und nahm zwei Jahre später, 1983, formell den Betrieb auf. Im Jahr 1985 brachte das Unternehmen Standardprodukte für PC-basierte automatische Prüfsysteme auf den Markt. In den frühen 1990er Jahren erfolgte die Einführung von Advantech’s ersten Industrie-PC, dem IPC-600 (1990) sowie die Expansion nach Europa mit der Eröffnung von Niederlassungen in Deutschland, Frankreich und Italien (1993). Seit 1999 ist das Unternehmen an der Taiwan Stock Exchange gelistet.
Im Jahr 2003 erweiterte Advantech seine Fertigungskapazitäten mit der Eröffnung des Kunshan Manufacturing Center in China. 2014 eröffnete das Unternehmen den Advantech Linkou IoT Campus. Mit der Eröffnung des Expanded European Service Center in Eindhoven 2018 baute Advantech seine globale Präsenz weiter aus. Im Jahr 2019 erwarb Advantech eine 80-prozentige Beteiligung an OMRON Nōgata.

## Produkte
Das Unternehmen entwickelt und produziert Hauptplatinen, industrielle Automatisierungsprodukte, angewandte Computer und Industriecomputer.